# Mynkiwzi (Kamjanez-Podilskyj)
Mynkiwzi (ukrainisch Миньківці; russisch Миньковцы Minkowzy, polnisch Mińkowce) ist ein Dorf im Süden der ukrainischen Oblast Chmelnyzkyj mit etwa 1100 Einwohnern (2014)

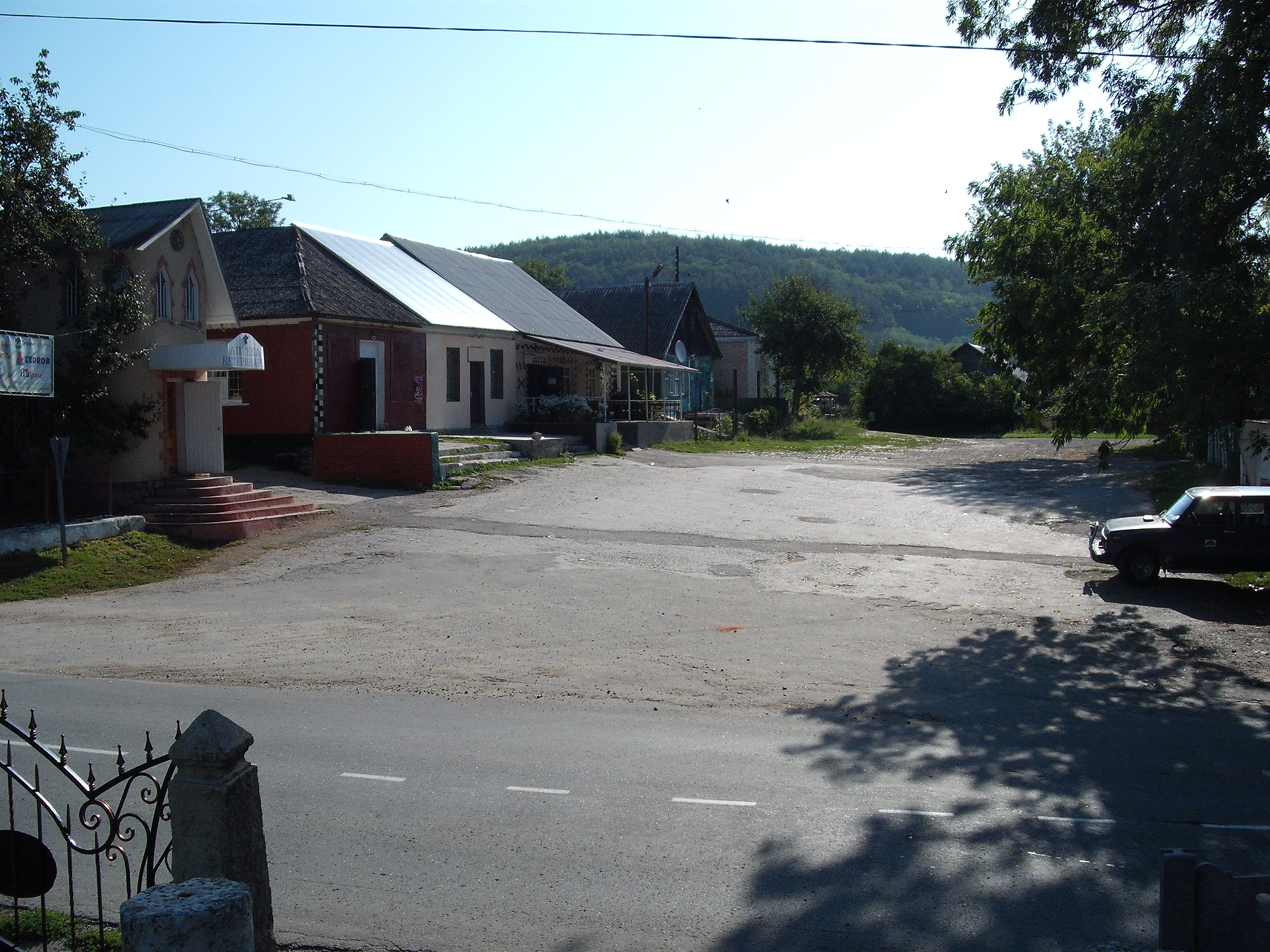
Blick ins Dorf

## Geografie

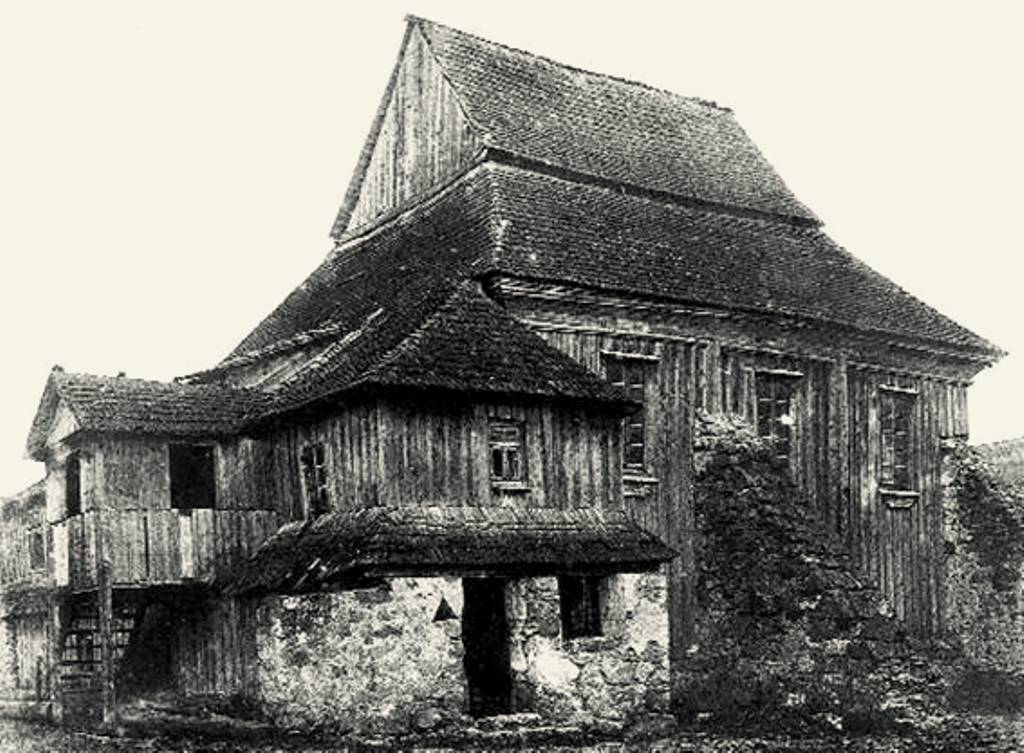
Hölzerne Synagoge in den 1920er Jahren

Das Dorf liegt in der historischen Region Podolien im Osten des Rajon Dunajiwzi am Ufer der Uschyzja (Ушиця), einem 122 km langen, linken Nebenfluss des Dnister und an der Territorialstraße T–23–08, über die das Rajonzentrum Dunajiwzi nach 21 km in westliche Richtung und Nowa Uschyzja nach 14 km in östliche Richtung zu erreichen ist.
Das Oblasthauptstadt Chmelnyzkyj befindet sich etwa 85 km nördlich der Ortschaft.

## Geschichte
Das Dorf wurde 1404 erstmals schriftlich erwähnt.
Dem polnischen Adeligen Ignacy Ścibor Marchocki (1755–1827), der hier Ende des 18. Jahrhunderts einen eigenen "Staat" gründete, in dem es als ersten Staat in Osteuropa keine Leibeigenschaft mehr gab, ist heute ein Museum im Ort gewidmet.
Die 1776 erbaute hölzerne Synagoge wurde im Zweiten Weltkrieg zerstört.
1939 betrug der Anteil der jüdischen Bevölkerung des Dorfes 46,5 Prozent, was 1635 Menschen entsprach. Im gesamten Gebiet waren es 2412 Juden, von denen es nur wenigen gelang, die Region vor der Besetzung des Ortes durch die Wehrmacht am 12. Juli 1941 zu verlassen. Unmittelbar nach der Besetzung wurden den Juden befohlen sich registrieren zu lassen und Anfang August 1941 wurde im Dorf ein Ghetto eingerichtet.
Laut einer Meldung vom 31. August 1941, die der Höheren SS- und Polizeiführer Russland-Süd Friedrich Jeckeln per Funkspruch an den Reichsführer SS Heinrich Himmler machte, unternahm das Polizei-Bataillon 320 in Minkowzy eine Aktion, bei der 2200 Juden erschossen wurden. Bei dieser Aktion löste das Polizei-Bataillon das Ghetto in Mynkiwzi wieder auf, indem es unter Beteiligung der lokalen Polizei die jüdischen Einwohner auf der Hauptstraße sammelte und sie zu drei bereits ausgehobenen Massengräbern führte, wo man sie, ebenfalls unter Beteiligung der ukrainischen Polizei, in Gruppen zu 10 bis 15 Personen erschoss. Diese Aktion wurde in späteren Ermittlungsverfahren möglicherweise zum Massaker von Kamenez-Podolsk gezählt.
Am 28. März 1944 wurde Mynkiwzi von der Roten Armee befreit.
Am 13. August 2015 wurde das Dorf ein Teil der neugegründeten Stadtgemeinde Dunajiwzi, bis dahin bildete es die gleichnamige Landratsgemeinde Mynkiwzi (Миньковецька сільська рада/Mynkowezka silska rada) im Osten des Rajons Dunajiwzi.
Am 17. Juli 2020 kam es im Zuge einer großen Rajonsreform zum Anschluss des Rajonsgebietes an den Rajon Kamjanez-Podilskyj.